# Upperville
Upperville es un lugar designado por el censo ubicado en el condado de Fauquier en el estado estadounidense de Virginia. En el Censo de 2020 tenía una población de 178 habitantes y una densidad poblacional de 160,36 habitantes por km². Fue incluido como CDP en el censo de 2020.

## Geografía
Upperville se encuentra ubicado en las coordenadas 38°59′38″N 77°53′05″O / 38.99389, -77.88472.  Según la Oficina del Censo de los Estados Unidos,  tiene una superficie total de 1,11 km², de la cual 1,10 km² corresponden a tierra firme y 0,01 km² a agua.